# Битка код Лесковца
Битка код Лесковца одиграла се 24. септембра 1454. године у близини Бање на прилазима Новом Брду. Завршена је одлучујућом победом српске војске под заповедништвом Николе Скобаљића.

## Повод
Србија је као деспотовина остала најјачи фактор на улазу у европски континент, иако је одржавала вазалне односе са отоманским царством. Дошло је до побољшања у односима са османлијама након доласка на престо Мехмеда II Освајача. Мада је у то време деспот под евидентним притиском морао да пошаље одређени број трупа за опсаду Цариграда, које су се невољно придружиле опсади због претњи султана. Тако да је деспот морао помагати рушење зидина овог светог града, чију је обнову пре опсаде лично својим новцем финансирао. Османлије су након освајања Цариграда 1453. год, осокољени овом геостратешком победом на подручју Балкана почели све више да се окрећу према српском царству и другим балканским земљама. После пада Византије, султан је изненада 1454. године, кренуо против Србије, под изговором да Ђурађ Бранковић одржава везе са Мађарима и да неуредно плаћа данак.

## Битка
Битка код Лесковца одиграла се 24. Септембра ,1454 године у близини Бање на прилазима Новом Брду. За време Османске инвазије на север тадашњих српских земаља(данашња јужна Србија), две српске војске биле су размештене на различитим местима, једна је чекала на подручју Косова, а друга је осигуравала крај код Дубочице тј. данашњег Лесковца. Сам деспот саветовао је Војводи Скобаљићу да у том тренутку избегне борбу, али га војвода није послушао . Велику отоманску војску из Софије, која се кретала из правца Македоније сусрео је Никола Скобаљић када су Срби у општим и интензивним борбама успели да им нанесу убедљив пораз и зауставе инвазију османлија на данашњу јужну Србију. Никола Скобаљић је касније наставио са својим походима и препадима на османлије, делујући у данашњој јужној Србији и областима око Лесковца, где је извојевао и неколико кључних победа против султанових војски које су на њега слате, османлије су трпеле сталне поразе све док султан Мехмед II није лично дошао да предводи војску супротставивши се српском војводи и његовим снагама у Бици код Трепање. Тамо им је Војвода Никола пружио жесток отпор, он и његови људи јуначки су се борили до последњег човека, изазивајући том борбом такође велике жртве на страни много веће османлијске војске. Овом битком српским јунацима и војводи Скобаљићу подигнут је вечни споменик, у народном сећању за време тешког ропства под Турцима. Њихови подвизи остали су до данашњег дана у сећању и јуначки предањима овога краја. Након битке Николу Скобаљића су Турци набили на колац.